# Iranobrium schmidi
Iranobrium schmidi är en skalbaggsart som beskrevs av Holzschuh 1991. Iranobrium schmidi ingår i släktet Iranobrium och familjen långhorningar. Inga underarter finns listade i Catalogue of Life.